# لیتل ایگل (داکوتای جنوبی)
لیتل ایگل(به انگلیسی: Little Eagle) شهری در ایالت داکوتای جنوبی کشور ایالات متحده آمریکا است که جمعیت آن در سرشماری سال ۲۰۱۰ میلادی، ۳۱۹ نفر بوده‌است.